# NGC 1067
NGC 1067 (другие обозначения — UGC 2204, MCG 5-7-43, ZWG 505.45, PGC 10339) — спиральная галактика (Sc) в созвездии Треугольник. Открыта Джоном Гершелем в 1827 году. Описание Дрейера: «очень тусклый, маленький объект, северный из двух», под вторым объектом подразумевается NGC 1066.
Этот объект входит в число перечисленных в оригинальной редакции «Нового общего каталога».
Галактика NGC 1067 входит в состав группы галактик NGC 973. Помимо NGC 1067 в группу также входят ещё 21 галактика.